# Человек в картинках
«Человек в картинках» (англ. The Illustrated Man) — второй сборник рассказов американского писателя Рэя Брэдбери, опубликованный в 1951 году. В сборник вошли рассказы, написанные автором в 1946—1951 годах.

## Аннотация
Брэдбери в самом расцвете сил: в этой книге собраны самые лучшие образцы философской фантастики, надолго ставшие визитной карточкой писателя. Сборник тем не менее «обрамлён» красивой, пугающе-сказочной зарисовкой, возвращающей нас ко временам «Тёмного карнавала». Это мини-рассказ о «разрисованном человеке» (его образ писатель взял из другого своего рассказа), каждая татуировка которого показывает свою историю. Этот ход Рэй Брэдбери и его издатель Уолтер Брэдбери проделали, чтобы выдать сборник рассказов за повесть.
Брэдбери потратил немало сил, чтобы убедить издателя не добавлять на обложку издания надпись «Научная фантастика». Благодаря этой книге Брэдбери сделал важный шаг, чтобы избавиться от прилипшего к нему образа автора низкопробной фантастической литературы для журналов в мягких обложках и получить рецензии серьёзных критиков.

## Рассказы
- Пролог: Человек в картинках (Prologue: The Illustrated Man) (1951)
- Вельд (The Veldt) (1950)
- Калейдоскоп (Kaleidoscope) (1949)
- Другие времена (The Other Foot) (1951)
- На большой дороге (The Highway) (1950)
- Человек (The Man) (1949)
- Нескончаемый дождь (The Long Rain) (1946)
- Космонавт (The Rocket Man) (1951)
- Огненные шары (The Fire Balloons) (1951)
- Завтра конец света (The Last Night of the World) (1951)
- Изгнанники (The Exiles) (1949)
- То ли ночь, То ли утро (No Particular Night or Morning) (1951)
- Кошки-мышки (The Fox and the Forest) (1950)
- Пришелец (The Visitor) (1948)
- Бетономешалка (The Concrete Mixer) (1949)
- Корпорация «Марионетки» (Marionettes, INС) (1949)
- Город (The City) (1951)
- Урочный час (Zero Hour) (1947)
- Ракета (The Rocket) (1950)
- Эпилог (Epilogue) (1951)